# Коффи, Эрве
Куаку́ Эрве́ Коффи́ (фр. Kouakou Hervé Koffi; род. 16 октября 1996, Бобо-Диуласо) — буркинийский футболист, вратарь клуба «Ланс» и сборной Буркина-Фасо.

## Клубная карьера
Коффи начал профессиональную карьеру на родине клубе «Рахимо». После он выступал за африканские клубы «АСФ Бобо-Диуласо», «Расинг (Бобо-Диуласо)» и «АСЕК Мимозас». Летом 2017 года Коффи подписал контракт на 5 лет со французским «Лиллем». 20 августа в матче против «Кана» он дебютировал в Лиге 1. Летом 2019 года Эрве на правах аренды перешёл в португальский «Белененсеш САД». 9 августа в матче против «Портимоненсе» он дебютировал в Сангриш лиге. Летом 2020 года для получения игровой практики Коффи был арендован бельгийским «Мускрон-Перювельз». 8 августа в матче против «Антверпена» он дебютировал в Жюпиле лиге. 
Летом 2021 года Коффи перешёл в «Шарлеруа», подписав контракт на 3 года. Сумма трансфера составила 500 тыс. евро. 24 июля в матче против «Остенде» он дебютировал за новый клуб.  

## Международная карьера
26 марта в матче против сборной Уганды Коффи дебютировал за сборную Буркина-Фасо. В 2017 году в составе сборной Эрве стал бронзовым призёром Кубка Африки в Габоне. На турнире он сыграл в матчах против команд Туниса, Египта, Камеруна, Ганы, Гвинеи-Бисау и Габона.

## Достижения
Буркина-Фасо
- Кубок африканских наций — 2017